# Gabriele Rosenberg
Gabriele Rosenberg (* um 1967) ist eine deutsche Jazzmusikerin (Posaune, Tuba).

## Leben und Wirken
Rosenberg studierte Jazz-Posaune an der Folkwang-Hochschule in Essen, wo sie 1993 abschloss. 
Rosenberg spielte zunächst im Jazzorchester Reichlich weiblich, das sie 1984 mitbegründete. Mathias Rüegg holte sie 1990 ins Vienna Art Orchestra. Mittlerweile lebt sie wieder in der Region Köln, wo sie in Bigbands, u. a. unter Leitung von Jiggs Whigham, spielte. Sie arbeitete mit vielen verschiedenen Musikern, etwa den Bläck Fööss, Höhner, Brings, Erdmöbel, der Marching Band Tohuwabou, Angie Hiesl und der Malerin Maf Räderscheidt. Auch war sie an mehreren Theater- und Musicalproduktionen beteiligt. Im Duo Bass´nBone tritt sie seit 2012 mit dem Bassisten Norbert Hotz auf und gehört zudem zum Oktett BigBonnSpecial.

## Diskographische Hinweise
- Jazz Orchestra Reichlich Weiblich: Live in Moers (Moers Music, 1987)
- Vienna Art Orchestra: Chapter II (Amadeo, 1991)
- Vienna Art Special: Fe & Males (Amadeo, 1992)
- Vienna Art Special: Not Mozart (Artes Filmverlag, 1991)
- Salsa Picante: Con Alegria (Westpark Music, 1995)
- Soulcats: Raw (Westpark Music, 1996)
- Jazminas: Corazon Cubano (New Morning Records, 1999)
- Robert Kreis und seine Jazzsextanten Let´s Have Fun (2002)
- Taiga 8: Taiga 8 (nrw records, 2004)